# Rally Comunidad de Madrid
El Rally Comunidad de Madrid, oficialmente Rally Show Comunidad de Madrid – RACE,  es una prueba de rally que se organiza anualmente desde 2010 en la Comunidad de Madrid, aunque suele visitar provincias aledañas como Ávila, y es puntuable para el Campeonato de España de Rally. La prueba es organizada por el RACE y entró en el calendario en el año 2010 en sustitución del Rally Shalymar. Algunas ediciones han tenido como sede el Circuito del Jarama, donde se realizan además etapas superespeciales.

## Historia
El primer vencedor fue Pedro Burgo con el Mitsubishi Lancer Evo X que ganó con más de medio minuto de ventaja frente al Škoda Fabia S2000 de Alberto Hevia. Otro gallego, Sergio Vallejo se impuso en la segunda edición con el Porsche 997 GT3 sobre Álvaro Muñiz segundo con un Lotus Exige GT. Sergio repitió en 2012 de nuevo con el 997 con amplia ventaja sobre los EVO X de Jonathan Pérez y Daniel Marbán. En 2013 José Antonio Suárez logró su primera victoria en el campeonato de España luego de una dura lucha con Alberto Meira que terminó por detrás a tan sólo 1,2 segundos. En 2014 Sergio Vallejo fue de nuevo protagonista al lograr su tercera victoria en el rally en una edición donde además logró su segundo campeonato de España, luego de que su principal rival Miguel Ángel Fuster abandonara en la segunda etapa. Otro Porsche, esta vez el de Iván Ares, vencería en la sexta edición que dominó de principio a fin.
A partir de 2020 la prueba cambia de formato y pasa de ser un rally convencional a un rallyshow. Aunque sigue formando parte del CERA y del S-CER no suma puntos para dichos campeonatos pero los pilotos tienen la obligación de inscribirse y tomar la salida en Madrid para entrar en la clasificación final de los mismos. La prueba con formato mixto se disputa íntegramente en el circuito del Jarama.

## Palmarés
| Año  | Edición                                 | Piloto                   | Copiloto             | Vehículo                 | Series      |
| ---- | --------------------------------------- | ------------------------ | -------------------- | ------------------------ | ----------- |
| 2010 | 1.º Rally Comunidad de Madrid           | Pedro Burgo              | Marcos Burgo         | Mitsubishi Lancer Evo X  | CERA        |
| 2011 | 2.º Rally Comunidad de Madrid           | Sergio Vallejo           | Diego Vallejo        | Porsche 997 GT3          | CERA        |
| 2012 | 3.º Rally Race Comunidad de Madrid      | Sergio Vallejo           | Diego Vallejo        | Porsche 997 GT3          | CERA        |
| 2013 | 4.º Rally Comunidad de Madrid           | José Antonio Suárez      | Pablo Marcos Secades | Mitsubishi Lancer Evo IX | CERA        |
| 2014 | 5.º Rally Comunidad de Madrid           | Sergio Vallejo           | Diego Vallejo        | Porsche 911 GT3          | CERA        |
| 2015 | 6.º Rally Comunidad de Madrid RACE-Opel | Iván Ares                | Álvaro Bañobre       | Porsche 997 GT3          | CERA        |
| 2016 | 7.º Rally Comunidad de Madrid RACE      | Cristian García Martínez | Rebeca Liso          | Mitsubishi Lancer Evo X  | CERA        |
| 2017 | 8.º Rally Comunidad de Madrid RACE      | Gorka Antxustegui        | Alberto Iglesias     | Suzuki Swift R+          | CERA        |
| 2018 | 9.º Rally Comunidad de Madrid           | José Antonio Suárez      | Cándido Carrera      | Hyundai i20 R5           | CERA        |
| 2019 | 10.º Rally Comunidad de Madrid          | Iván Ares                | David Vázquez        | Hyundai i20 R5           | CERA, S-CER |
| 2020 | 11.º Rally Comunidad de Madrid          | Pepe López               | Borja Rozada         | Citroën C3 R5            | CERA        |
| 2021 | 12.º Rallyshow Comunidad de Madrid      | José Antonio Suárez      | Alberto Iglesias Pin | Škoda Fabia Rally2 evo   | S-CER       |
| 2022 | 13.º Rallyshow Comunidad de Madrid      | Iván Ares                | José Pintor Bouzas   | Hyundai i20 N Rally2     | S-CER       |